# Promethean: The Created
Promethean: The Created (укр. Прометеєць: Створений) — настільна рольова гра із серії «Світ Пітьми». Гравцям пропонується взяти на себе ролі штучно створених істот, подібних до Монстра Франкенштейна та Голема, які прагнуть стати справжніми людьми. Також, значне місце в тематиці гри посідає алхімія.

## Персонажі гри
Прометейці — штучні людиноподібні створіння, яких оживив Божествений Вогонь (який також називається Pyros). За легендою, це той вогонь, який викрав Прометей, звідси й назва головних героїв.

Існує кілька родів Прометейців. Кожен з них походить від спільного «предка», створеного людиною, що опанувала секрет Божественого Вогню — Деміургом. Пізніше цей предок створив нових собіподібних істот, від яких утворилися подальші покоління.

Гравцям пропонується створити персонажа з одного із п'яти родів. Кожен рід має свої особливості, включаючи надзвичайні можливості (пов'язані з алхімією) та домінуючий темперамент.

Роди Прометейців:

- Франкенштейни (також відомі, як Wretched, Нещасні) — походять від Монстра Франкенштейна. Згідно гри Promethean: The Created він пережив свого творця та створив нових подібних до себе монстрів. Надзвичайно сильні, пов'язані з вогнем та холеричним темпераментом.
- Галатеїди (відомі, як Музи) — зроблені із частин мертвих тіл, з метою створити прекрасну істоту. Назва цього роду відсилає до легенди про Пігмаліона. Галатеїди мають силу приваблювати людей. Пов'язані зі стихією повітря та сангвінічним темпераментом.
- Озіріани (Непрі) — засновані на давньоєгипетському міфі про Озіріса, якого розчленував його брат Сет, але пізніше оживила дружина Ізіда. Нагадують мумій. Пов'язані з водою та флегматичним темпераментом.
- Тамузи — (Големи) подібні до Големів, хоч і створені з плоті, а не глини. Їхнє походження пов'язане з вавилонським міфом про Тамуза. Ненавидять рабство. Пов'язані з землею та меланхолічним темпераментом.
- Улгани (Розколоті) — засновані на уявленнях про шаманську ініціацію, згідно яких нематеріальне тіло кандидата в шамани спершу розривають на шматки духи, а потім його знов відновлюють. Також, в описі цього роду згадується альтернативне джерело натхнення — міф про Орфея, який сходив у Царство мертвих та потім був розірваний на шматки вакханками. Незалежно від того, яке міфологічне походження є істиним, Улгани пов'язані із духами померлих.